# Carrie Ng
Carrie Ng, nome d'arte di Wu Jiali (cinese tradizionale: 吳家麗; cinese semplificato: 吴家丽; pinyin: Wú Jiālǐ; Caolun, 1963), è un'attrice cinese di Hong Kong, conosciuta in particolar modo per i film culto Naked Killer e Sex and Zen.
Durante la sua carriera è stata nominata per numerosissimi premi, ma ha vinto solo quello come "Miglior Attrice di Supporto" agli Hong Kong Film Awards per The Kid e quello come "Miglior Attrice" al Golden Horse Film Festival di Taiwan per Remains of a Woman.

## Premi e nomination
| Anno | Film               | Risultato | Premio             | Categoria       |
| ---- | ------------------ | --------- | ------------------ | --------------- |
| 1993 | Remains of a Woman | Vinto     | Golden Horse Award | Miglior Attrice |

| Anno | Film                            | Risultato | Premio | Categoria                   |
| ---- | ------------------------------- | --------- | ------ | --------------------------- |
| 1988 | City on Fire                    | Nominata  | HKFA   | Miglior attrice di Supporto |
| 1990 | The First Time is the Last Time | Nominata  | HKFA   | Miglior Attrice             |
| 1992 | Till We Meet Again              | Nominata  | HKFA   | Miglior Attrice di Supporto |
| 1994 | Remains of a Woman              | Nominata  | HKFA   | Miglior Attrice             |
| 1994 | C'est la vie, mon chéri         | Nominata  | HKFA   | Miglior Attrice di Supporto |
| 1995 | The Lovers                      | Nominata  | HKFA   | Miglior Attrice di Supporto |
| 2000 | The Kid                         | Vinto     | HKFA   | Miglior Attrice di Supporto |